# デヴィッド・E・キャンベル (音響技術者)
デヴィッド・E・キャンベル（David E. Campbell）は、アメリカ合衆国のレコーディング・エンジニアである。1977年以降、160作品以上にクレジットされている。アカデミー録音賞には6回ノミネートされ、1回受賞している。

## 受賞とノミネート
| 賞           | 年   | 部門   | 作品名                                        | 結果       |
| ------------ | ---- | ------ | --------------------------------------------- | ---------- |
| アカデミー賞 | 1990 | 録音賞 | ディック・トレイシー                          | ノミネート |
| アカデミー賞 | 1994 | 録音賞 | レジェンド・オブ・フォール/果てしなき想い     | ノミネート |
| アカデミー賞 | 1999 | 録音賞 | マトリックス                                  | 受賞       |
| アカデミー賞 | 2000 | 録音賞 | パーフェクト ストーム                         | ノミネート |
| アカデミー賞 | 2003 | 録音賞 | パイレーツ・オブ・カリビアン/呪われた海賊たち | ノミネート |
| アカデミー賞 | 2006 | 録音賞 | 父親たちの星条旗                              | ノミネート |